# Arcidiocesi di Santiago di Guatemala

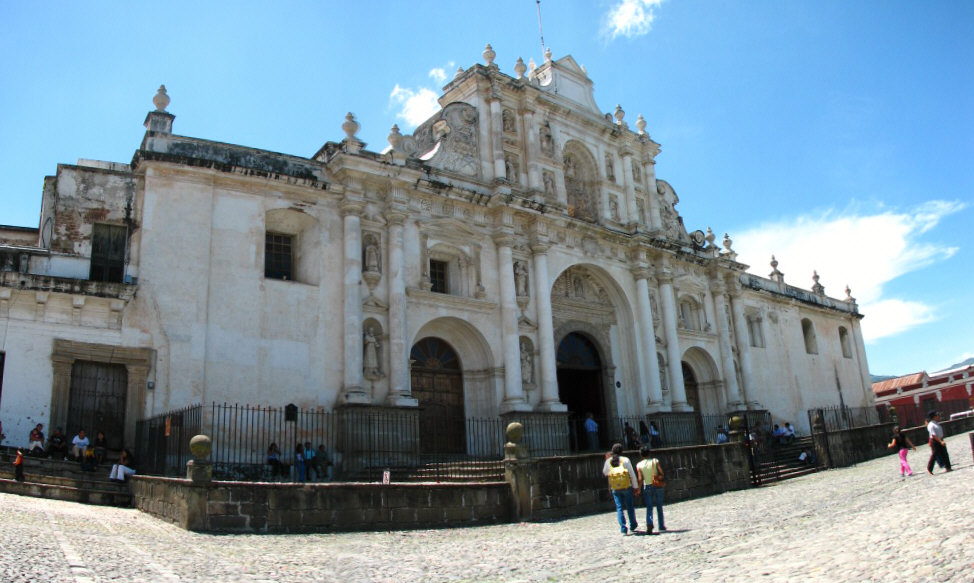
Ex cattedrale di San Giuseppe, Antigua Guatemala.

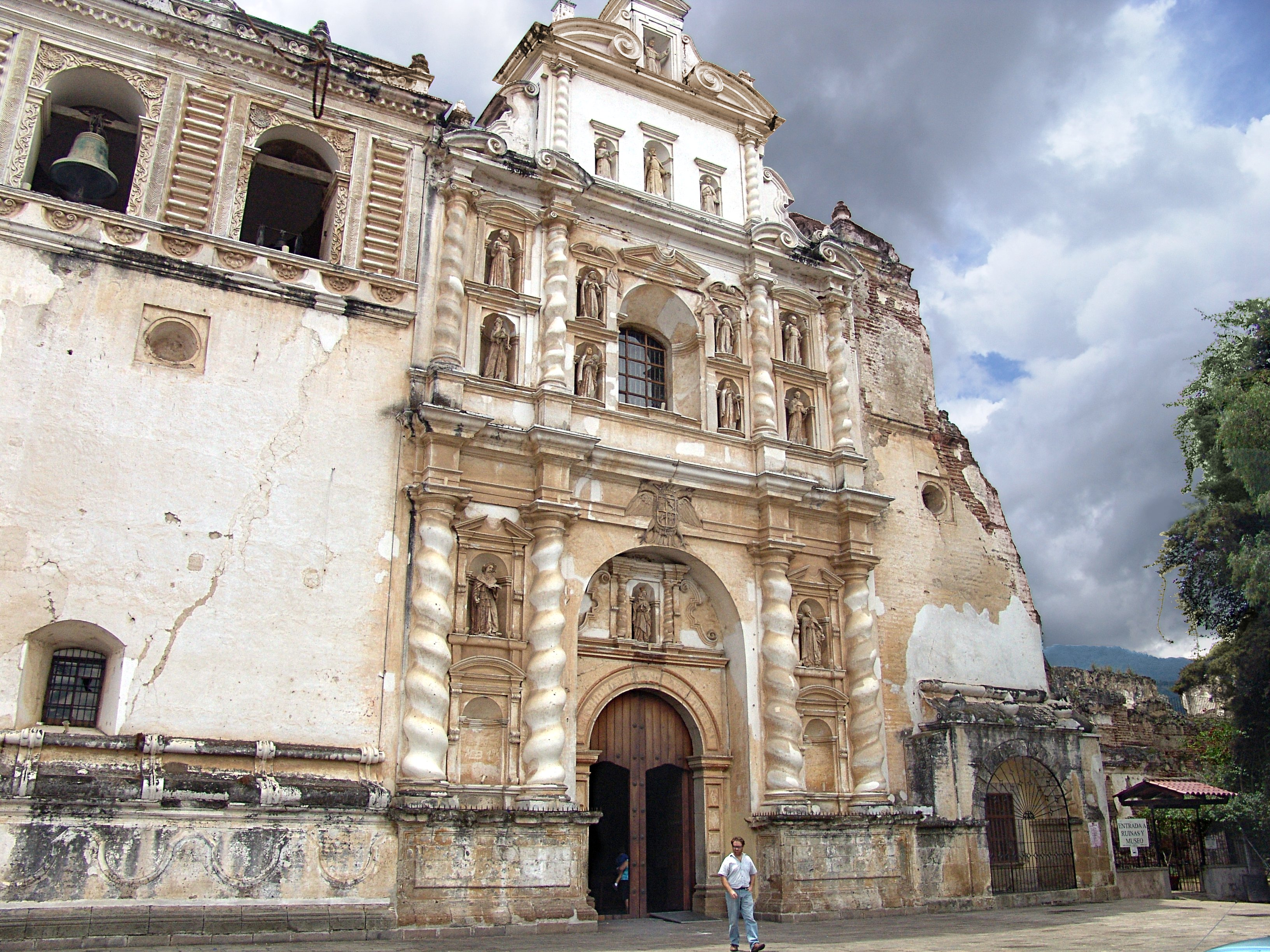
Chiesa di San Francesco, Antigua Guatemala.

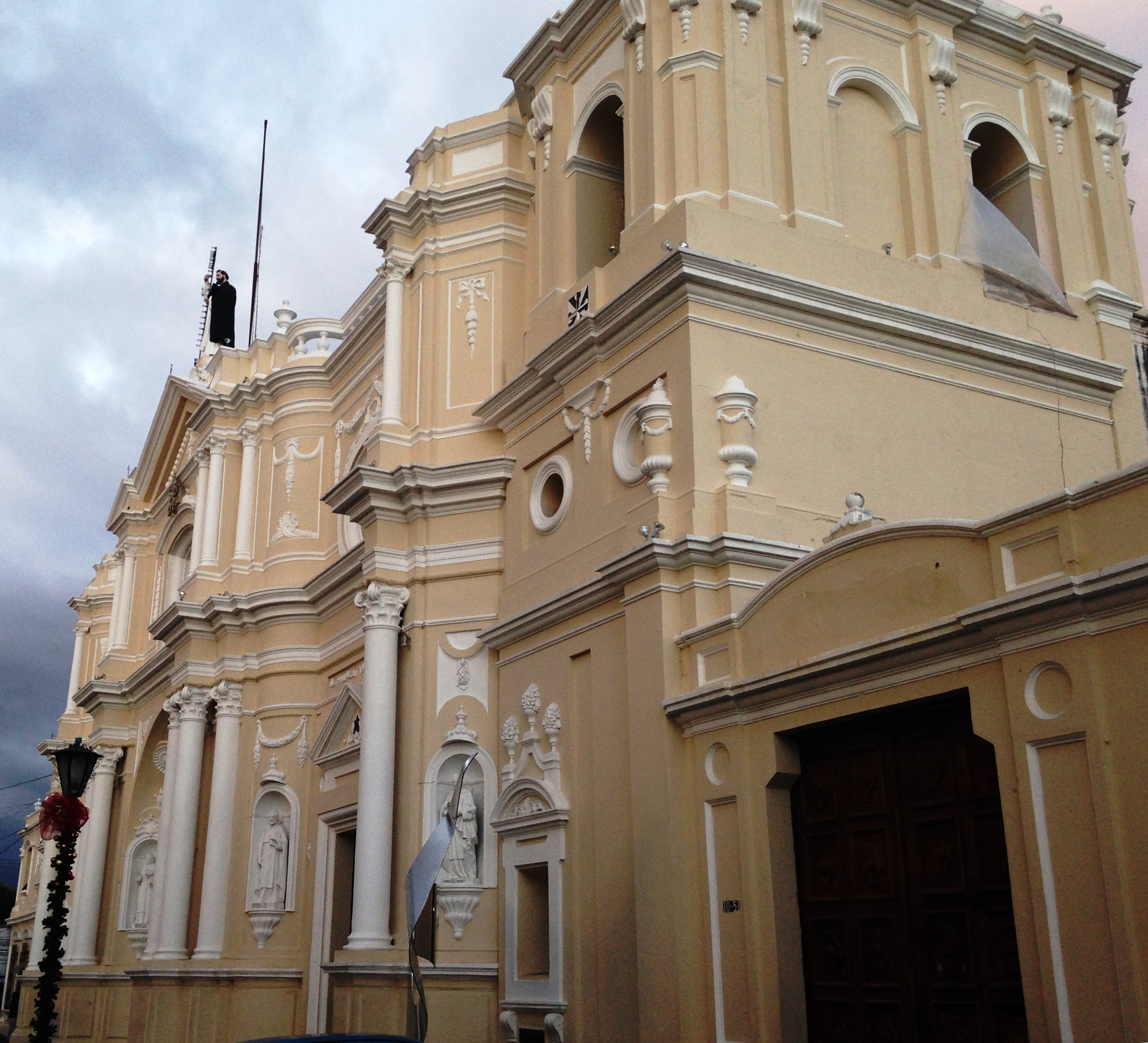
La basilica minore di Nostra Signora del Rosario, già chiesa di San Domenico, Città del Guatemala.

L'arcidiocesi di Santiago di Guatemala (in latino Archidioecesis Sancti Iacobi in Guatemala) è una sede metropolitana della Chiesa cattolica in Guatemala. Nel 2022 contava 4.991.000 battezzati su 6.245.000 abitanti. È retta dall'arcivescovo Gonzalo de Villa y Vásquez, S.I.

## Territorio
L'arcidiocesi comprende 2 dipartimenti guatemaltechi: Guatemala e Sacatepéquez.
Sede arcivescovile è Città del Guatemala.
Il territorio si estende su 2.591 km² ed è suddiviso in 161 parrocchie.

### Cattedrali e basiliche
- Cattedrale metropolitana di San Giacomo, a Città del Guatemala
- Ex cattedrale: chiesa di San Giuseppe, Antigua Guatemala
- Basilica minore: basilica pontificia di Nostra Signora del Rosario (ex chiesa di San Domenico), Città del Guatemala

## Storia
La diocesi di Santiago di Guatemala fu eretta il 18 dicembre 1534 con la bolla Illius fulciti praesidio di papa Paolo III, ricavandone il territorio dalla diocesi di Santo Domingo (oggi arcidiocesi).
Originariamente suffraganea dell'arcidiocesi di Siviglia, il 12 febbraio 1546 entrò a far parte della provincia ecclesiastica dell'arcidiocesi di Città del Messico.
Il 27 giugno 1561 cedette una porzione del suo territorio a vantaggio dell'erezione della diocesi di Verapaz, che, già vacante dal 16 giugno 1603, fu soppressa nel 1608 e i suoi territori ritornarono alla diocesi di Santiago di Guatemala.
Nel 1598 il terzo vescovo di Santiago di Guatemala fra Pedro Gómez Fernández de Córdoba y Santillán, O.S.H., seguendo le indicazioni del Concilio di Trento fondò il seminario diocesano, che fu il primo istituto di istruzione superiore in Guatemala.
Il 31 gennaio 1676 fu fondata la Real y Pontificia Universidad de San Carlos Borromeo, in cui l'insegnamento era affidato ai religiosi.
Il 16 dicembre 1743 è stata elevata al rango di arcidiocesi metropolitana con la bolla Ad supremum catholicae di papa Benedetto XIV.
Nel 1829 l'arcivescovo Ramón Casaús y Torres, che era oppositore del partito liberale al potere e aveva opposto una strenua resistenza all'illegittima erezione della diocesi di San Salvador fatta dalle autorità civili, ottenendo piena ragione da papa Leone XII, fu espulso dal Guatemala e riparò a Cuba. Nei quattordici anni in cui era stato arcivescovo aveva patito numerosi abusi, tanto che le sue lettere pastorali e i suoi editti erano stati assoggettati alla censura previa del governo. Nello stesso anno la Real y Pontificia Universidad de San Carlos Borromeo dovette chiudere a seguito della soppressione degli ordini religiosi. Dopo il suo esilio, la situazione peggiorò ulteriormente, in quanto il liberale Mariano Gálvez introdusse radicali riforme: mise in pratica la separazione tra la Chiesa e lo stato, confiscò agli ordini religiosi fondi e proprietà, nel 1832 ordinò l'abolizione delle decime alla Chiesa, soppresse gran parte delle festività religiose, autorizzò il matrimonio civile e legalizzò il divorzio.
Il 28 settembre 1842 ha ceduto un'altra porzione del suo territorio a vantaggio dell'erezione della diocesi di San Salvador (oggi arcidiocesi), il cui territorio coincideva con quello dello Stato di El Salvador.
Nel 1863 acquisì il territorio corrispondente all'attuale dipartimento di Petén, che era appartenuto all'arcidiocesi di Yucatán.
Successivamente ha ceduto a più riprese ulteriori porzioni del suo territorio a vantaggio dell'erezione di nuove diocesi:
- la diocesi di Quetzaltenango Los Altos (oggi arcidiocesi di Los Altos, Quetzaltenango-Totonicapán) e il vicariato apostolico di Verapaz-Petén (oggi diocesi di Verapaz) il 27 luglio 1921;
- le diocesi di Jalapa, di Sololá (oggi diocesi di Sololá-Chimaltenango) e di Zacapa il 10 marzo 1951;
- la prelatura territoriale di Escuintla (oggi diocesi) il 9 maggio 1969:
- la diocesi di Santa Rosa de Lima il 27 aprile 1996.

Dal 16 settembre 1956 al 24 giugno 1986 fu unita aeque principaliter alla prelatura territoriale di Santo Cristo de Esquipulas.
Dopo il 1743, l'arcidiocesi ha abbreviato il proprio nome in arcidiocesi di Guatemala, fino al 25 aprile 2013, quando ha ottenuto dalla Congregazione per i vescovi con il decreto Quia in principio di utilizzare il nome antico di "San Giacomo in Guatemala", che si ritrova sia nella bolla d'erezione, sia nella bolla di elevazione a sede metropolitana.

## Cronotassi dei vescovi
Si omettono i periodi di sede vacante non superiori ai 2 anni o non storicamente accertati.
- Francisco Marroquín Hurtado † (18 dicembre 1534 - 19 aprile 1563 deceduto)
- Bernardino de Villalpando, C.R.S.A. † (28 aprile 1564 - agosto 1569 deceduto)
- Pedro Gómez (Fernández) de Córdoba y Santillán, O.S.H. † (18 giugno 1574 - luglio 1598 deceduto)
- Juan Ramírez de Arellano, O.P. † (12 maggio 1600 - 24 marzo 1609 deceduto)
- Juan de las Cabezas Altamirano † (19 luglio 1610 - 16 settembre 1615 nominato vescovo di Arequipa)
- Juan de Zapata y Sandoval, O.S.A. † (13 settembre 1621 - 9 gennaio 1630 deceduto)
- Agustín de Ugarte y Sarabia † (2 dicembre 1630 - 19 novembre 1640 nominato vescovo di Arequipa)
- Bartolomé González Soltero † (1º luglio 1641 - 25 febbraio 1650 deceduto)
- Juan Garcilaso de la Vega † (28 ottobre 1651 - 5 maggio 1654 deceduto)
- Payo Enríquez de Rivera Manrique, O.S.A. † (9 luglio 1657 - 16 gennaio 1668 nominato vescovo di Michoacán)
- Juan de Sancto Mathía Sáenz de Mañozca y Murillo † (27 febbraio 1668 - 13 febbraio 1675 deceduto)
- Juan de Ortega Cano Montañez y Patiño † (9 settembre 1675 - 8 giugno 1682 nominato vescovo di Michoacán)
- Andrés de las Navas y Quevedo, O. de M. † (15 giugno 1682 - 2 novembre 1702 deceduto)
- Mauro de Larreátegui y Colón, O.S.B. † (17 settembre 1703 - 30 novembre 1711 deceduto)
- Juan Bautista Álvarez de Toledo, O.F.M. † (9 dicembre 1713 - 30 agosto 1723 nominato vescovo di Guadalajara)
- Nicolás Carlos Gómez de Cervantes y Velázquez de la Cadena † (1723 ordinato vescovo - 20 febbraio 1726 nominato vescovo di Guadalajara)
- Juan Leandro Gómez de Parada Valdez y Mendoza † (14 dicembre 1728 - 2 dicembre 1735 nominato vescovo di Guadalajara)
- Pedro Pardo de Figueroa † (2 dicembre 1735 - 2 febbraio 1751 deceduto)
- Francisco José de Figueredo y Victoria † (24 gennaio 1752 - 24 giugno 1765 deceduto)
- Pedro Cortez y Larraz † (2 giugno 1766 - 13 dicembre 1779 nominato arcivescovo, titolo personale, di Tortosa)
- Cayetano Francos y Monroy † (1º giugno 1778 - 17 luglio 1792 deceduto)
- Juan Félix de Villegas † (23 settembre 1793 - 3 febbraio 1800 deceduto)
- Luis Ignatius Peñalver y Cárdenas † (20 luglio 1801 - 9 maggio 1805 dimesso[7])
- Rafael de La Vara † (21 marzo 1806 - 31 dicembre 1809 deceduto)
  - Sede vacante (1809-1815)
- Francisco Ramón Valentín de Casaús y Torres, O.P. † (15 marzo 1815 - 10 novembre 1845 deceduto)
- Francisco de Paul García Peláez † (10 novembre 1845 succeduto - gennaio 1867 deceduto)
- José Bernardo Piñol y Aycinena † (20 settembre 1867 - 24 aprile 1881 deceduto)
  - Sede vacante (1881-1886)
- Ricardo Casanova y Estrada † (25 gennaio 1886 - 14 aprile 1913 deceduto)
- Julio Ramón Riveiro y Jacinto, O.P. † (8 aprile 1914 - 1921 dimesso[8])
- Luis Javier Muñoz y Capurón, S.I. † (30 luglio 1921 - 24 gennaio 1927 deceduto)
- Luis Durou y Sure, C.M. † (30 giugno 1928 - 17 dicembre 1938 deceduto)
- Mariano Rossell y Arellano † (8 gennaio 1939  - 10 dicembre 1964 deceduto)
- Mario Casariego y Acevedo, C.R.S. † (12 dicembre 1964 succeduto - 15 giugno 1983 deceduto)
- Próspero Penados del Barrio † (1º dicembre 1983 - 19 giugno 2001 ritirato)
- Rodolfo Quezada Toruño † (19 giugno 2001 - 2 ottobre 2010 ritirato)
- Óscar Julio Vian Morales, S.D.B. † (2 ottobre 2010 - 24 febbraio 2018 deceduto)
  - Sede vacante (2018-2020)[9]
- Gonzalo de Villa y Vásquez, S.I., dal 9 luglio 2020

## Statistiche
L'arcidiocesi nel 2022 su una popolazione di 6.245.000 persone contava 4.991.000 battezzati, corrispondenti al 79,9% del totale.
| anno | popolazione | popolazione | popolazione | presbiteri | presbiteri | presbiteri | presbiteri                | diaconi | religiosi | religiosi | parrocchie |
| anno | battezzati  | totale      | %           | numero     | secolari   | regolari   | battezzati per presbitero | diaconi | uomini    | donne     | parrocchie |
| ---- | ----------- | ----------- | ----------- | ---------- | ---------- | ---------- | ------------------------- | ------- | --------- | --------- | ---------- |
| 1948 | 1.922.000   | 1.980.000   | 97,1        | 87         | 47         | 40         | 22.091                    |         | 39        | 73        | 65         |
| 1966 | 1.239.300   | 1.483.229   | 83,6        | 206        | 76         | 130        | 6.016                     |         | 200       | 390       | 64         |
| 1970 | 1.326.892   | 1.429.761   | 92,8        | 220        | 10         | 210        | 6.031                     |         | 235       | 406       | 98         |
| 1976 | 1.395.330   | 1.403.753   | 99,4        | 351        | 87         | 264        | 3.975                     |         | 494       | 548       | 100        |
| 1980 | 1.516.000   | 1.525.000   | 99,4        | 360        | 88         | 272        | 4.211                     |         | 505       | 548       | 103        |
| 1990 | 1.837.000   | 2.500.000   | 73,5        | 361        | 77         | 284        | 5.088                     | 2       | 586       | 622       | 115        |
| 1999 | 3.000.000   | 3.500.000   | 85,7        | 528        | 118        | 410        | 5.681                     |         | 610       | 720       | 150        |
| 2000 | 3.000.000   | 3.600.000   | 83,3        | 546        | 104        | 442        | 5.494                     | 1       | 658       | 860       | 160        |
| 2001 | 2.045.456   | 2.922.080   | 70,0        | 421        | 96         | 325        | 4.858                     | 3       | 579       | 1.128     | 125        |
| 2002 | 2.045.456   | 2.922.080   | 70,0        | 476        | 102        | 374        | 4.297                     | 2       | 766       | 1.700     | 134        |
| 2003 | 2.249.056   | 3.214.280   | 70,0        | 515        | 116        | 399        | 4.367                     | 3       | 729       | 1.687     | 135        |
| 2004 | 2.772.317   | 3.696.422   | 75,0        | 642        | 147        | 495        | 4.318                     | 3       | 815       | 1.687     | 136        |
| 2006 | 3.486.000   | 4.357.000   | 80,0        | 469        | 186        | 283        | 7.432                     | 3       | 510       | 719       | 138        |
| 2010 | 3.846.000   | 4.807.000   | 80,0        | 531        | 211        | 320        | 7.242                     | 3       | 646       | 869       | 142        |
| 2012 | 4.039.000   | 5.048.000   | 80,0        | 538        | 234        | 304        | 7.507                     | 3       | 631       | 886       | 146        |
| 2014 | 4.237.000   | 5.296.000   | 80,0        | 561        | 195        | 366        | 7.552                     | 3       | 685       | 917       | 151        |
| 2017 | 4.537.000   | 5.669.000   | 80,0        | 569        | 205        | 364        | 7.973                     | 3       | 678       | 882       | 153        |
| 2020 | 4.814.775   | 6.018.200   | 80,0        | 434        | 198        | 236        | 11.093                    | 3       | 511       | 817       | 160        |
| 2022 | 4.991.000   | 6.245.000   | 79,9        | 583        | 358        | 225        | 8.560                     |         | 417       | 851       | 161        |